# Michael Bronstein

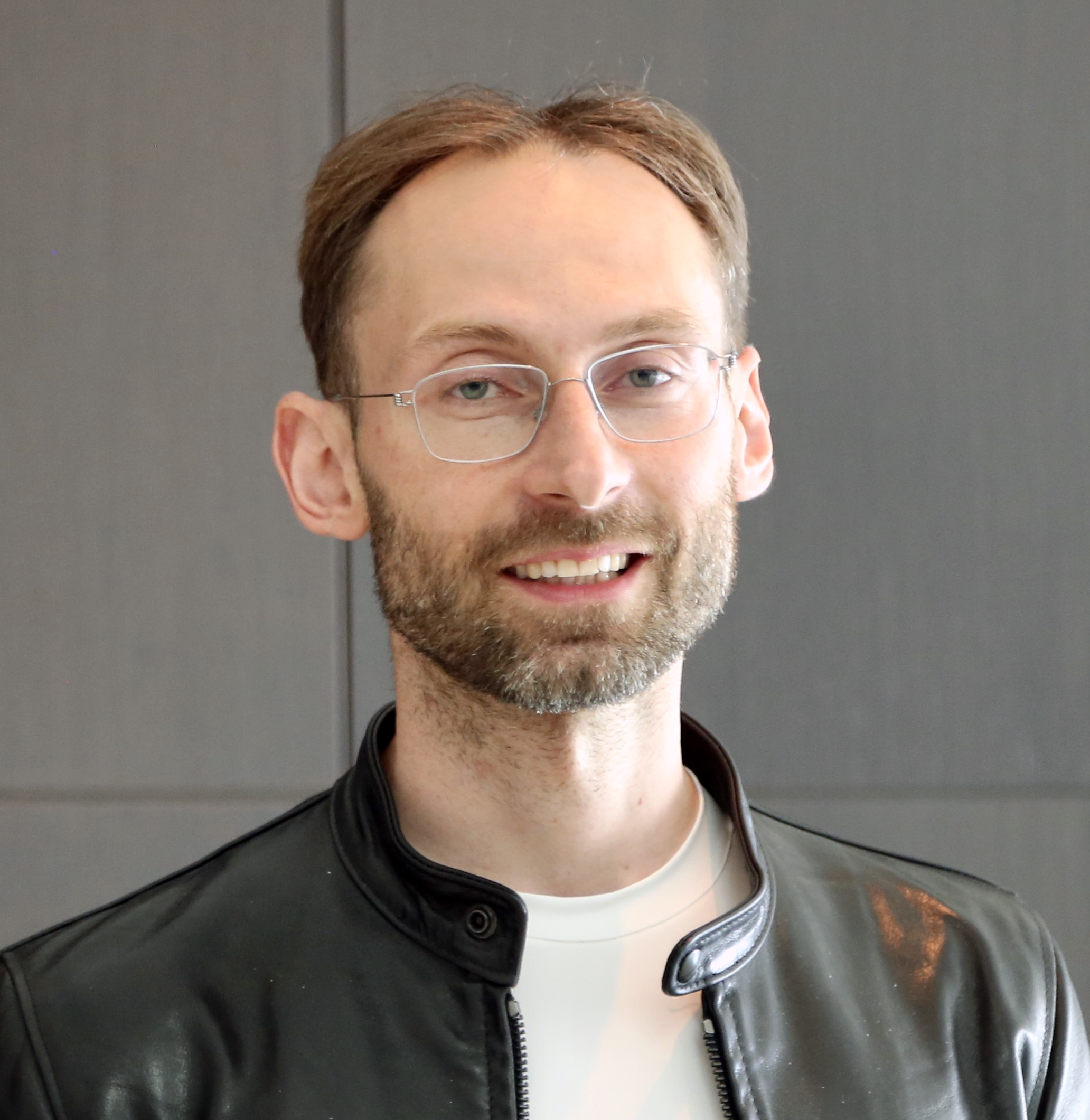
Michael Bronstein (2019)

Michael M. Bronstein (* 28. Mai 1980) ist ein israelischer Informatiker.
Bronstein wurde 2007 am Technion bei Ron Kimmel in Informatik promoviert (Isometry-Invariant Surface Matching: Numerical Algorithms and Applications). 2010 wurde er Professor an der Universität Lugano und er ist außerdem seit 2016 Professor an der Universität Tel Aviv.
Er war Gastwissenschaftler am Polytechnikum in Mailand, an der Stanford University, am INRIA in Straßburg, am Technion, der Universität Verona, der Harvard University und am MIT. Seit 2012 ist er auch leitender Ingenieur für Conceptual Computing bei Intel. Zuvor war die von ihm mit gegründete Startup-Firma Invision von Intel übernommen werden. Intel verwendete die Technologie in ihrer Realsense-3D-Kamera für Computer.
Bronstein befasst sich mit Computermethoden in der spektralen und metrischen Geometrie mit Anwendung auf Computersehen, Mustererkennung, Computergraphik, Bildverarbeitung und Maschinenlernen. Unter anderem ist er mit seinem Bruder für Forschung zur Gesichtserkennung bekannt.
Er hat einen Zwillingsbruder Alex M. Bronstein (Alexander Bronstein), der auch Informatiker ist und Professor am Technion ist (bis 2016 an der Universität Tel Aviv).
2012 erhielt er einen Starting Grant und 2016 einen Consolidator Grant des European Research Council.
Er ist Mitgründer des Startups Novafora (2004) das Algorithmen für die Videoanalyse entwickelte, die unter anderem von Turner Broadcast Systems in Lizenz übernommen wurden. Außerdem ist er Mitgründer weiterer Startups.
2020 wurde er zum Mitglied der Academia Europaea gewählt.

## Schriften (Auswahl)
- mit Alexander Bronstein, Ron Kimmel: Numerical Geometry of Non-Rigid Shapes, Springer 2009
- mit A. Bronstein, R. Kimmel: Three-dimensional face recognition, International Journal of Computer Vision, Band 64, 2005, S. 5–30
- mit A. Bronstein, R. Kimmel: Generalized multidimensional scaling: a framework for isometry-invariant partial surface matching, Proceedings of the National Academy of Sciences of the USA, Band 103, 2006, S. 1168–1172
- mit I. Kokkinos: Scale-invariant heat kernel signatures for non-rigid shape recognition, International Conference on Computer Vision and Pattern Recognition, 2010, S. 1704–1711
- mit A. Bronstein, R. Kimmel, M. Mahmoudi, G. Sapiro: A Gromov-Hausdorff framework with diffusion geometry for topologically-robust non-rigid shape matching, International Journal of Computer Vision, Band 89, 2010, S. 266–286
- mit A. Bronstein, L. J. Guibas, M. Ovsjanikov: Shape google: Geometric words and expressions for invariant shape retrieval, ACM Transactions on Graphics (TOG), Band 30, 2011, S. 1–20
- mit C. Strecha, A. Bronstein, P. Fua: LDAHash: Improved matching with smaller descriptors, IEEE Transactions on Pattern Analysis and Machine Intelligence, Band 34, 2012, S. 66–78